# Jimma
Jimma je grad na jugozapadu Etiopije u Zoni Jimma u Regiji Oromija udaljen oko 305 km zapadno od Adis Abebe. 
Nekoć je bio glavni grad Pokrajine Kaffe sve dok ta pokrajina nije rasformirana usvajanjem novog etiopskog ustava 1995.
Grad leži na obalama rijeke Avetu na 1600 metara nadmorske visine.

## Povijest
Današnje sjeverno predgrađe grada - Jiren nekoć je bilo sjedište Oromskog kraljevstva 
sve do pred kraj 19. stoljeća. Grad se izvorno zvao  Hirmata, važnost mu je 
porasla u 19. stoljeću kad su kroz grad prolazile karavane na putu iz Šoe za Kraljevstvo Kaffa. Po zapisima Donalda Levina, ranih 1800-ih sajam u Jimmi okupljao je na tisuće ljudi iz susjednih regija; Amhare, Godžama, Šoe i Oromije.
Današnju Jimmu podigli su talijanski kolonisti 1930-ih uz obale rijeke Avetu. Oni su željeli Jimmu učiniti važnim središtem islama, zbog tog su podupirali osnutak islamskih vjerskih škola - Fikh, na taj su način htjeli oslabiti utjecaj koji je na lokalno stanovništvo imala Etiopske pravoslavna tevahedo crkva.
Jimma je bila poprište nasilnih sukoba koji su otpočeli u travnju 1975. između radikalnih studenata (poznatih kao zemača) oni su stigli u grad da organiziraju lokalne seljake oko agrarne reforme. Lokalna policija stala je na stranu bivših zemljoposjednika, nato su seljaci i studenti zatvorili neke policajce i zemljoposjednike, što je dovelo do napetosti u gradu. Zbog tog je tadašnji vojni režim Derg otposlao posebne snage u Jimmu da zavedu red, nakon tog je 22 studenta ubijeno, dobar dio pohapšen, a njihovo sjedište zatvoreno.
Etiopska vlada objavila je 13. prosinca 2006. da je osigurala kredit od 98 milijuna 
$ od Afričke razvojne banke za izgradnju 227 km ceste između Jimme i grada Mizan Teferi na jugozapadu. Tim kreditom pokrit će se 64% troškova.

## Gradske zanimljivosti
Jimma još uvijek ima građevina iz nekadašnjeg Oromskog kraljevstva, između ostalog opstala je palača Abba Jifara. Grad ima gradski muzej, Sveučilište i Poljoprivredni istraživalački centar osnovan 1968., koji je nacionalni centar za istraživanje poboljšanja prinosa kave i začina.
Grad ima i Zračnu luku Jimma (ICAO kod HAJM, IATA kod JIM)

## Stanovništvo
Prema podacima Središnje statističke agencije 
Etiopije za 2005. Jimma je imala 159,009 stanovnika, od toga je 80,897 bilo 
muškaraca i 78,112 žena.
Na prethodno provedenom popisu 1994. grad je imao 88,867 stanovnika, od toga je bilo 43,874 muškaraca i 44,993 žena.

## Vanjske poveznice
- John Graham: Cities of Ethiopia -Jimma (engl.)
- Jimma University  Arhivirana inačica izvorne stranice od 4. lipnja 2020. (Wayback Machine) (engl.)
- Jimma Times  Arhivirana inačica izvorne stranice od 8. studenoga 2010. (Wayback Machine) (engl.)